# 香蕉小姐
香蕉小姐（英文：Miss Banana，日文：ミスバナナ）是一隊融合英式後龐克與日本渋谷系聲線及電子風格的台灣獨立搖滾樂團，成立於2011年6月的台北，目前由主唱兼合成器手天天、吉他手QQ、貝斯手阿輝與鼓手陳翰組成。

## 樂團簡介
香蕉小姐的前身是後搖滾風格的模式令（英文：Pattern Command）樂團，由香蕉小姐的QQ、冠博與陳翰組成，成立一段時間後，陳翰找來當時的同事天天當主唱，改組成立香蕉小姐。
樂團音樂風格以後龐克為基礎，加上主唱日本澀谷系電子與唱腔。主唱天天特有的娃娃音，展現出歌唱爆發力

## 發行專輯
- 2014年
  - 5月15日，EP《夜晚作的歌》，有料發行
- 2012年
  - 10月31日，專輯《Miss Banana No.1》
  - 1月13日，EP《於是我看見飛船》

## 演出經歷

### 主題音樂活動
- 2013年

- 海洋音樂祭熱浪舞台
- 春天吶喊音樂祭

- 2012年

- 台灣樂團潮
- 海洋音樂祭
- 見證大團
- 11月誠品新聲推薦《Miss Banana No.1》

### 音樂展演空間
- Legacy
- The Wall
- 女巫店
- Revolver
- 公館河岸留言
- 樹樂集
- 地下社會
- Shelter防空洞
- 迴響
- Vicious Circle
- Pipe music

## 得獎經歷
- 2012
  - 專輯《Miss Banana No.1》獲得文化部樂團錄製有聲出版品補助

## 連結
- 官方網站 （页面存档备份，存于）
- 樂團好樂／娃娃音的香蕉小姐 被稱為樂團界林志玲 （页面存档备份，存于）
- facebook
- Twitter(日文) （页面存档备份，存于）
- myspace(英文)
- YouTube
- StreetVoice （页面存档备份，存于）
- iNDIEVOX